# جو يون جي
جو يون جي (بالكورية: 조은지)‏ هي ممثلة كورية جنوبية، ولدت يوم 10 فبراير 1981 في دايجون في كوريا الجنوبية.

## روابط خارجية
- جو يون جي على موقع IMDb (الإنجليزية)
- جو يون جي على موقع قاعدة بيانات الأفلام السويدية (السويدية)
- جو يون جي على موقع قاعدة بيانات الفيلم (الإنجليزية)